# Exallandra
Exallandra là một chi ruồi trong họ Syrphidae.